# Адміністративний устрій Камінь-Каширського району
Адміністративний устрій Камінь-Каширського району — адміністративно-територіальний поділ Камінь-Каширського району Волинської області на 1 міську, 2 сільські громади та 25 сільських рад, що об'єднують 65 населених пунктів та підпорядковані Камінь-Каширській районній раді. Адміністративний центр — місто Камінь-Каширський.

## Адміністративний устрій

### Список громад
| № | Назва                             | Центр               | Населені пункти | Площа км² | Місце за площею | Населення (2001), чол. | Місце за населенням |
| - | --------------------------------- | ------------------- | --- | --------- | --------------- | ---------------------- | ------------------- |
| 2 | Гуто-Боровенська сільська громада | с. Гута-Боровенська | с. Боровне с. Великий Обзир с. Верхи с. Гута-Боровенська с. Житнівка с. Малий Обзир с. Малі Голоби с. Надрічне с. Оленине с. Стобихва |           |                 |                        |                     |
| 3 | Сошичненська сільська громада     | с. Сошичне          | с. Сошичне с. Карасин с. Карпилівка с. Запруддя                                                                                       |           |                 |                        |                     |

### Список рад (після 2015 року)
| №  | Назва                               | Центр                | Населені пункти                                                  | Площа км² | Місце за площею | Населення (2001), чол. | Місце за населенням |
| -- | ----------------------------------- | -------------------- | ---------------------------------------------------------------- | --------- | --------------- | ---------------------- | ------------------- |
| 1  | Камінь-Каширська міська рада        | м. Камінь-Каширський | м. Камінь-Каширський с. Олексіївка с. Підцир'я                   |           |                 |                        |                     |
| 4  | Броницька сільська рада             | с. Брониця           | с. Брониця с. Кримне                                             |           |                 |                        |                     |
| 5  | Бузаківська сільська рада           | с. Бузаки            | с. Бузаки с. Краснилівка                                         |           |                 |                        |                     |
| 6  | Видертська сільська рада            | с. Видерта           | с. Видерта                                                       |           |                 |                        |                     |
| 7  | Видричівська сільська рада          | с. Видричі           | с. Видричі с. Дубровиця с. Теклине                               |           |                 |                        |                     |
| 8  | Воєгощанська сільська рада          | с. Воєгоща           | с. Воєгоща                                                       |           |                 |                        |                     |
| 9  | Ворокомлівська сільська рада        | с. Ворокомле         | с. Ворокомле                                                     |           |                 |                        |                     |
| 10 | Грудківська сільська рада           | с. Грудки            | с. Грудки                                                        |           |                 |                        |                     |
| 11 | Добренська сільська рада            | с. Добре             | с. Добре                                                         |           |                 |                        |                     |
| 12 | Заліська сільська рада              | с. Залісся           | с. Залісся                                                       |           |                 |                        |                     |
| 13 | Качинська сільська рада             | с. Качин             | с. Качин с. Олександрія с. Ставище                               |           |                 |                        |                     |
| 14 | Клітицька сільська рада             | с. Клітицьк          | с. Клітицьк с. Гута-Камінська с. Яловацьк                        |           |                 |                        |                     |
| 15 | Личинівська сільська рада           | с. Личини            | с. Личини                                                        |           |                 |                        |                     |
| 16 | Мельнико-Мостищенська сільська рада | с. Мельники-Мостище  | с. Мельники-Мостище с. Мостище                                   |           |                 |                        |                     |
| 17 | Новочервищанська сільська рада      | с. Нові Червища      | с. Нові Червища с. Рудка-Червинська                              |           |                 |                        |                     |
| 18 | Нуйнівська сільська рада            | с. Нуйно             | с. Нуйно                                                         |           |                 |                        |                     |
| 19 | Осівцівська сільська рада           | с. Осівці            | с. Осівці с. Залазько с. Ольшани                                 |           |                 |                        |                     |
| 20 | Піщанська сільська рада             | с. Піщане            | с. Піщане                                                        |           |                 |                        |                     |
| 21 | Пнівненська сільська рада           | с. Пнівне            | с. Пнівне с. Винімок с. Волиця с. Городок с. Соснівка с. Фаринки |           |                 |                        |                     |
| 22 | Полицівська сільська рада           | с. Полиці            | с. Полиці с. Іваномисль                                          |           |                 |                        |                     |
| 23 | Раково-Ліська сільська рада         | с. Раків Ліс         | с. Раків Ліс с. Підріччя                                         |           |                 |                        |                     |
| 24 | Стобихівська сільська рада          | с. Стобихівка        | с. Стобихівка с. Радошинка                                       |           |                 |                        |                     |
| 25 | Тоболівська сільська рада           | с. Тоболи            | с. Тоболи с. Старі Червища                                       |           |                 |                        |                     |
| 26 | Хотешівська сільська рада           | с. Хотешів           | с. Хотешів с. Котуш                                              |           |                 |                        |                     |
| 27 | Черченська сільська рада            | с. Черче             | с. Черче с. Острівок с. Підбороччя                               |           |                 |                        |                     |

## Список рад (до 2015 року)
Камінь-Каширського району Волинської області до адміністративної реформи 2015 року на 1 міську і 31 сільську раду, що об'єднували 65 населених пунктів та підпорядковані Камінь-Каширській районній раді. Адміністративний центр — місто Камінь-Каширський.
| №  | Назва                               | Центр                | Населені пункти                                                  | Площа км² | Місце за площею | Населення (2001), чол. | Місце за населенням |
| -- | ----------------------------------- | -------------------- | ---------------------------------------------------------------- | --------- | --------------- | ---------------------- | ------------------- |
| 1  | Камінь-Каширська міська рада        | м. Камінь-Каширський | м. Камінь-Каширський с. Олексіївка с. Підцир'я                   |           |                 |                        |                     |
| 2  | Боровненська сільська рада          | с. Боровне           | с. Боровне с. Житнівка с. Надрічне                               |           |                 |                        |                     |
| 3  | Броницька сільська рада             | с. Брониця           | с. Брониця с. Кримне                                             |           |                 |                        |                     |
| 4  | Бузаківська сільська рада           | с. Бузаки            | с. Бузаки с. Краснилівка                                         |           |                 |                        |                     |
| 5  | Великообзирська сільська рада       | с. Великий Обзир     | с. Великий Обзир с. Малий Обзир с. Стобихва                      |           |                 |                        |                     |
| 6  | Верхівська сільська рада            | с. Верхи             | с. Верхи                                                         |           |                 |                        |                     |
| 7  | Видертська сільська рада            | с. Видерта           | с. Видерта                                                       |           |                 |                        |                     |
| 8  | Видричівська сільська рада          | с. Видричі           | с. Видричі с. Дубровиця с. Теклине                               |           |                 |                        |                     |
| 9  | Воєгощанська сільська рада          | с. Воєгоща           | с. Воєгоща                                                       |           |                 |                        |                     |
| 10 | Ворокомлівська сільська рада        | с. Ворокомле         | с. Ворокомле                                                     |           |                 |                        |                     |
| 11 | Грудківська сільська рада           | с. Грудки            | с. Грудки                                                        |           |                 |                        |                     |
| 12 | Гуто-Боровенська сільська рада      | с. Гута-Боровенська  | с. Гута-Боровенська с. Малі Голоби                               |           |                 |                        |                     |
| 13 | Добренська сільська рада            | с. Добре             | с. Добре                                                         |           |                 |                        |                     |
| 14 | Заліська сільська рада              | с. Залісся           | с. Залісся                                                       |           |                 |                        |                     |
| 15 | Карасинська сільська рада           | с. Карасин           | с. Карасин с. Карпилівка                                         |           |                 |                        |                     |
| 16 | Качинська сільська рада             | с. Качин             | с. Качин с. Олександрія с. Ставище                               |           |                 |                        |                     |
| 17 | Клітицька сільська рада             | с. Клітицьк          | с. Клітицьк с. Гута-Камінська с. Яловацьк                        |           |                 |                        |                     |
| 18 | Личинівська сільська рада           | с. Личини            | с. Личини                                                        |           |                 |                        |                     |
| 19 | Мельнико-Мостищенська сільська рада | с. Мельники-Мостище  | с. Мельники-Мостище с. Мостище                                   |           |                 |                        |                     |
| 20 | Новочервищанська сільська рада      | с. Нові Червища      | с. Нові Червища с. Рудка-Червинська                              |           |                 |                        |                     |
| 21 | Нуйнівська сільська рада            | с. Нуйно             | с. Нуйно                                                         |           |                 |                        |                     |
| 22 | Олениненська сільська рада          | с. Оленине           | с. Оленине                                                       |           |                 |                        |                     |
| 23 | Осівцівська сільська рада           | с. Осівці            | с. Осівці с. Залазько с. Ольшани                                 |           |                 |                        |                     |
| 24 | Піщанська сільська рада             | с. Піщане            | с. Піщане                                                        |           |                 |                        |                     |
| 25 | Пнівненська сільська рада           | с. Пнівне            | с. Пнівне с. Винімок с. Волиця с. Городок с. Соснівка с. Фаринки |           |                 |                        |                     |
| 26 | Полицівська сільська рада           | с. Полиці            | с. Полиці с. Іваномисль                                          |           |                 |                        |                     |
| 27 | Раково-Ліська сільська рада         | с. Раків Ліс         | с. Раків Ліс с. Підріччя                                         |           |                 |                        |                     |
| 28 | Сошичненська сільська рада          | с. Сошичне           | с. Сошичне с. Запруддя                                           |           |                 |                        |                     |
| 29 | Стобихівська сільська рада          | с. Стобихівка        | с. Стобихівка с. Радошинка                                       |           |                 |                        |                     |
| 30 | Тоболівська сільська рада           | с. Тоболи            | с. Тоболи с. Старі Червища                                       |           |                 |                        |                     |
| 31 | Хотешівська сільська рада           | с. Хотешів           | с. Хотешів с. Котуш                                              |           |                 |                        |                     |
| 32 | Черченська сільська рада            | с. Черче             | с. Черче с. Острівок с. Підбороччя                               |           |                 |                        |                     |

* Примітки: м. — місто, сел. — селище, смт — селище міського типу, с. — село